# Гасконейд (Миссури)
Гасконейд (англ. Gasconade) — город в округе Гасконейд, штат Миссури . Население составляет 172 человека по данным переписи 2020 года.

## История
Гасконейд основан в 1857 году и стал первым административным центром одноимённого округа. Расположен в устье реки Гасконейд, по которой и получил свое название.
1 ноября 1855 года на мосту на восточной окраине города произошла железнодорожная катастрофа, в которой погибло более 30 человек.

## География
По данным Бюро переписи населения США, общая площадь города составляет 0,5 км² (0,20 кв. мили).